# Bühren (Emstek)
Bühren ist ein Kirchdorf in der Gemeinde Emstek im niedersächsischen Landkreis Cloppenburg. Der Ort hat etwa 1370 Einwohner (Stand: Oktober 2019).

## Geografie
Die Bauerschaft Bühren liegt in der Cloppenburger Geest, dem Kernland des saaleeiszeitlichen Höhenpleistozäns der Ems-Hunte Geest, im Landschaftsgroßraum Norddeutsche Tiefebene, regional gesehen zentral im Oldenburger Münsterland, und ist an den Straßenverkehr angebunden durch die Autobahn A 1 und die Bundesstraßen B 72 und B 69. Der Bührener Ortsteil Schneiderkrug hatte einen Bahnhof an der 1885 eröffneten Bahnstrecke Ahlhorn–Vechta. Der Personenverkehr auf dieser Strecke wurde jedoch bereits 1952, der Güterverkehr 1994 endgültig eingestellt. Durch Bühren fließt der Schierenbach, ein linker Zufluss des Bakumer Bachs.

## Geologie und Hydrogeologie
Das Gebiet um Bühren besteht hauptsächlich aus glazio-fluviatilen Ablagerungen. Die oberste Bodenschicht hat eine Stärke von etwa 5–7 m. Diese Schicht ist unterlagert von einer etwa 10 m starken lehmigen und marligen Sedimentschicht. Sandige Schichten in einer Tiefe von 25–30 m bilden einen ertragreichen Aquifer für die Grundwasserförderung. Der oberste Grundwasserleiter befindet sich in einer Tiefe von 2 bis 6 m.

## Klima
In Bühren herrscht gemäßigtes Seeklima, beeinflusst durch feuchte Nordwestwinde von der Nordsee. Im langjährigen Mittel erreicht die Lufttemperatur in Bühren 8,5 bis 9,0 °C und es fallen rund 700 Millimeter Niederschläge. Zwischen Mai und August wird mit durchschnittlich 20 bis 25 Sommertagen (klimatologische Bezeichnung für Tage, an denen die Maximaltemperatur 25 °C übersteigt) gerechnet.

## Benachbarte Ortschaften
Nachbarorte sind, beginnend von Norden im Uhrzeigersinn, die Emsteker Bauerschaft Garthe, die Gemeinde Visbek, der Vechtaer Ortsteil Langförden, die Gemeinde Bakum, die Gemeinde Cappeln und die Gemeinde Emstek.
| Emstek (5 km)  | Garthe (3 km) | Visbek (7 km)     |  |
| Cappeln (7 km) |               |                   |  |
|                | Bakum (7 km)  | Langförden (3 km) |  |

Die Entfernungsangaben beziehen sich auf die Entfernung bis zum Ortszentrum.

## Geschichte
Bühren wurde als Burae im Jahr 947 urkundlich ersterwähnt.
Die Bauerschaft war 1977 Bundessieger im Wettbewerb „Unser Dorf soll schöner werden - Unser Dorf hat Zukunft“.
Heute gehören zur Bauerschaft Bühren die Ortsteile Husum, Palmpohl, Penkhusen, Poggenschlatt, Repke, Schneiderkrug, Sülzbühren und Westerbühren.

## Infrastruktur
In der Ortsmitte erhebt sich die auf eine mittelalterliche Kapelle zurückgehende – 1894 erbaute – katholische Kirche St. Johannes der Täufer. Das in Backstein aufgeführte geostete neugotische Bauwerk verfügt über einen 35 m hohen Westturm.
Bühren verfügt über einen Kindergarten, eine Grundschule, eine Sporthalle und zwei Sportplätze.
Prägend für das dörfliche Leben in Bühren ist auch das vielfältige Vereinswesen – mit u. a. Sport- und Musikvereinen und einer Schützenbruderschaft.

## Wirtschaft
Im Ortsteil Schneiderkrug hat die GS agri ihren Hauptsitz. Die 1881 gegründete Genossenschaft hat heute fast 3000 Mitglieder und ist hauptsächlich in den Bereichen Futtermittelproduktion, Landhandel, Tankstellen sowie Haus- und Gartenmärkte tätig. Mit vier Mischfutterwerken, 27 Standorten und rund 400 Mitarbeitern erzielt sie einen Jahresumsatz von über 350 Millionen Euro.

## Regelmäßige Veranstaltungen
- Bührener Sportlerball – alljährliche Feier des Sportvereins
- Sportwoche – Fußballturniere der Junioren/Juniorinnen sowie Dörferpokal, Firmenpokal, Verwandtschaftsturnier und Hobbyturnier für Kneipenmannschaften
- Karneval – Umzug mit rund 7.000 Zuschauern
- Schützenfest der St. Johannes Schützenbruderschaft Schneiderkrug
- Erntedankfest – alle zwei Jahre

## Persönlichkeiten
- Heinrich Wempe (1880–1969), deutscher Prälat und Politiker (Zentrum)
- Gerd Busse (1959), Übersetzer aus dem Niederländischen
- Oliver Hüsing (1993), deutscher Fußballspieler